# Parmalat
Parmalat is een Italiaans levensmiddelenbedrijf gespecialiseerd in zuivelproducten. De naam is een samentrekking van Parma (de naam van de stad waar het bedrijf gevestigd is) en latte (Italiaans voor melk). Het bedrijf is beursgenoteerd, maar Lactalis heeft 86% van de aandelen in handen.

## Geschiedenis
Parmalat, opgericht in 1961 door de Italiaanse ondernemer Calisto Tanzi (1938-2022), groeide binnen korte tijd uit tot een multinationale onderneming gespecialiseerd in melk en zuivelproducten (yoghurt, kaas, boter, consumptie-ijs) naast levensmiddelen zoals vruchtensappen en soepen. Het conglomeraat werd later uitgebreid met onder meer een reisbureau (Parma Tour) en kocht daarnaast de Italiaanse voetbalclub Parma FC.
In 2003 kwam een groot boekhoudschandaal naar buiten. De schuld van Parmalat was vele malen hoger dan in de jaarverslagen was opgenomen en in de laatste tien jaar waren de omzet en resultaten hoger weergegeven dan daadwerkelijk behaald.
Enrico Bondi werd in 2004 aangesteld als nieuwe topman om het bedrijf te redden. Hij wist de bedrijfsvoering te verbeteren, maar klaagde ook de banken en de accountant aan. Voor hun dubieuze rol in het debacle van het zuivelbedrijf betaalden deze zo’n 2 miljard euro aan schadevergoeding. Citigroup was ook aangeklaagd, maar kreeg een schadevergoeding van Parmalat van $ 364 miljoen toegewezen door een jury in New Jersey.
In april 2011 deed het Franse zuivelbedrijf Lactalis een bod ter waarde van 3,4 miljard euro op 71% van de Parmalat-aandelen die het nog niet in handen had. Een maand eerder had Lactalis zijn aandelenbelang in Parmalat al verdubbeld tot 29%. Het bod is niet helemaal geslaagd en Lactalis houdt 86% van de aandelen. In januari 2017 probeerde Lactalis de rest van de aandelen in handen te krijgen met een bod van 3 euro per aandeel.  De rest van de aandelen staan genoteerd op de Borsa Italiana.
In 2012 kwamen Parmalat en moederbedrijf Lactalis in opspraak. Parmalat nam in mei 2012 Lactalis American Group (LAG) over van Lactalis voor $ 904 miljoen. Minderheidsaandeelhouders van Parmalat kwamen in opstand, zij vonden dat Parmalat te veel betaalde en dat Lactalis zich verrijkte ten kostte van de andere Parmalat-aandeelhouders. Er kwamen onderzoeken en de bedrijven werden onderwerp van civiele en strafrechtelijke onderzoeken. Negen van de 11 bestuurders van Parmalat traden af als een gevolg van de commotie. Medio 2013 werd de aankoopprijs verlaagd en kreeg Parmalat $ 130 miljoen terug van Lactalis.

## Parmalat in de wereld

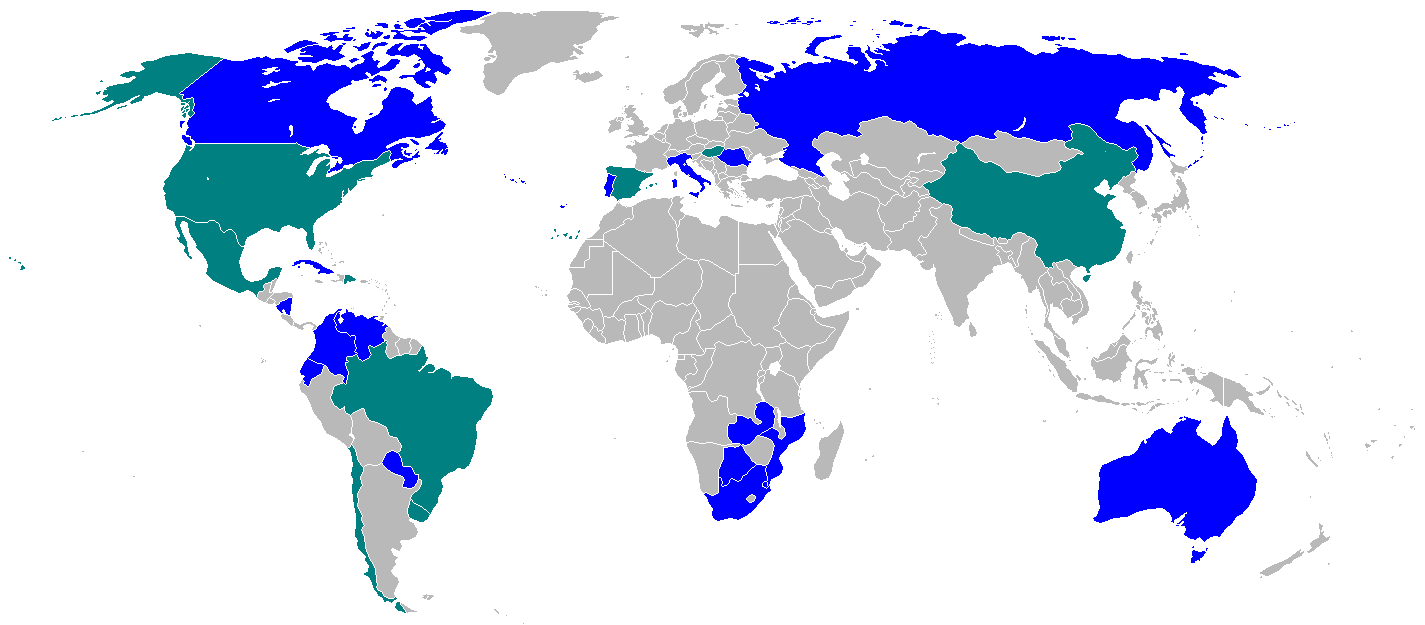
Landen waarin Parmalat vertegenwoordigd is: eigen vestigingen (blauw) en licentiehouders (groen)

Parmalat is een zeer internationaal zuivelbedrijf met een omzet van zo’n 5,5 miljard euro. Noord-Amerika is de belangrijkste afzetmarkt gevolgd door Europa waar een vijfde van de totale omzet wordt behaald. Het telde in 2014 meer dan 16.000 medewerkers van wie maar 3300 in Europa actief zijn.
De activiteiten zijn verdeeld over drie divisies:
- Melk, diverse soorten waaronder dagverse melk, gepasteuriseerd, gecondenseerd en melkpoeder. Melk is ongeveer de helft van de totale omzet van Parmalat.
- Kaas en andere verse producten zoals boter en yoghurt. Deze divisie is goed voor 40% van de totale omzet.
- De rest van de verkopen betreft vruchtendrankjes en thee.

### Eigen vestigingen

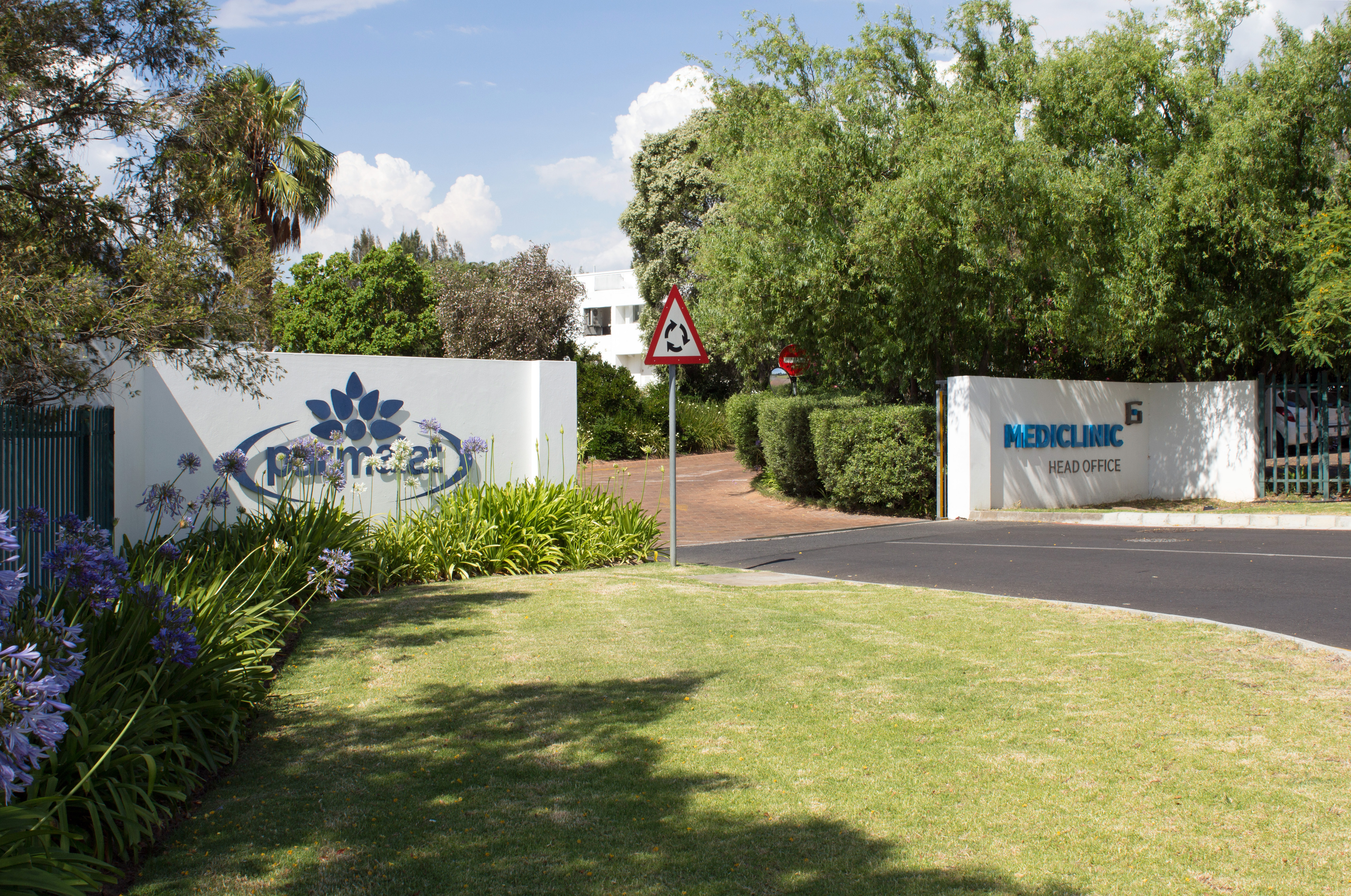
Ingang Parmalat en Mediclinic in Stellenbosch, Zuid-Afrika

- Australië
- Botswana
- Canada
- Colombia
- Cuba
- Ecuador
- Italië
- Mozambique
- Nicaragua
- Paraguay
- Portugal
- Roemenië
- Rusland
- Swaziland
- Zuid-Afrika
- Venezuela
- Zambia

### Licentiehouders
- Brazilië
- Chili
- China
- Dominicaanse Republiek
- Hongarije
- Mexico
- Uruguay
- Verenigde Staten